# Lorenzo Foà
Lorenzo Foà (Firenze, 26 luglio 1937 – San Giuliano Terme, 12 gennaio 2014) è stato un fisico italiano e direttore di ricerca al CERN.

## Biografia
Professore alla Scuola Normale Superiore, dove ha rivestito la carica di vicedirettore dal 1999 al 2005, ha contribuito alla ricerca nel campo della fisica delle particelle.
In particolare, Foà è noto per aver contribuito in maniera fondamentale alla realizzazione dell'esperimento Aleph, che ha diretto dal 1993 al 1994, presso il collisore elettrone-positrone LEP. Aleph ha misurato con precisione proprietà quali la massa e la vita media dei bosoni W e Z. Tali proprietà costituiscono test essenziali per confermare la validità del Modello standard.
È stato a capo dell'European Committe for Future Accelerators (ECFA) dal 1º gennaio 1999 al 30 giugno 2002.
Negli ultimi anni della sua vita ha partecipato e contribuito ad organizzare le attività presso il Large Hadron Collider dell'esperimento CMS. Tale esperimento ha ottenuto nel Luglio 2012, assieme all'esperimento ATLAS, la prima evidenza sperimentale diretta dell'esistenza del Bosone di Higgs.